# Déli Vasút

A Déli Vasút egykori hálózata Magyarországon

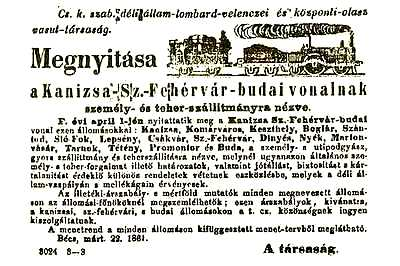
A vasútvonal megnyitásáról tudósító korabeli újságcikk

A Déli Vasút, teljes – kétnyelvű – nevén k. k. priv. Südbahn-Gesellschaft / cs. kir. szab. Déli Vaspályatársaság, rövidítve: SB/DV több ország területén hálózattal bíró vasúttársaság volt, melynek történetét háborúk, a nemzetállamok megalakulása és kormányközi tárgyalások során kialakuló szerződések befolyásolták. A vasúttársaság 1858-as megalakítása kettős célt szolgált: a Duna jobb partján fekvő osztrák területek töredezett vasúthálózatának egységesítése (befejezése), valamint az új egységes hálózat egységes üzletmenetének biztosítása.

## Történelmi háttér és előzmények
A magyar fővárost Fiumével a Balaton déli partja mentén összekötő vasút megépítésének terve már a szabadságharc előtti hazai vasútépítési koncepcióban szerepelt, melyben elsősorban nagyjaink, a magyar reformpolitika vezetői, Széchenyi és Kossuth elgondolásai érvényesültek.
Kossuth a közlekedés fejlesztését államköltségen, valamint a nemesi közteherviselés érvényesítése mellett kívánta megoldani. A legfontosabb feladatnak az osztrák közvetítő kereskedelem kikapcsolását és a magyar áruk világpiacra juttatását tekintette. Ennek érdekében Fiume, a magyar tengeri kikötő fejlesztését, illetve gyors és olcsó megközelíthetőségét szorgalmazta. Híressé vált jelszava, a "Tengerhez magyar!" is ezt fejezte ki. A tengerhez vezető útra leggyorsabb és legkevésbé tőkeigényes megoldásként egy, Fiume és a Duna legközelebbi pontja, Vukovár közötti vasútvonal megépítését javasolta, hogy az Alföld terményei kombinált szállítással - vízi és vasúti úton - juthassanak Fiuméba. Elképzelése az 1847-48. évi országgyűlésen azonban Széchenyi éles szembenállásával találkozott, aki a tengerhez vezető vasútvonalat másként kívánta megoldani.
A Helytartótanácsban, 1845-ben létesített közlekedési osztály vezetésére Széchenyit kérték fel. Széchenyi közlekedésfejlesztési elgondolásainak könnyebb megvalósítása reményében vállalta a megbízást. Új pozíciójában felismerte, hogy a hazai közlekedés céltudatos fejlesztéséhez olyan javaslat szükséges, amely a kiépítendő vasútvonalakat, valamint a közúthálózat és a vízi úthálózat fejlesztését egységes rendszerbe foglalja. Munkatársaival, köztük Clark Ádámmal és Kovács Lajossal kidolgozott híres munkáját 1848-ban „Javaslat a magyar közlekedésügy rendezéséről” címen jelentette meg. A korszak e legmagasabb színvonalú közlekedéspolitikai tanulmánya az ország közlekedésének fejlődésében hosszú időn át meghatározó volt. A benne foglalt elvi javaslatokhoz részletes gazdasági számítások is készültek.
Munkájában a szerző statisztikai adatokkal, fejlett országokból vett példákkal igazolta, hogy a közlekedési eszközök közül hazánkban a vasút lehet a nemzeti ipar és kereskedelem fejlesztésének alapja. Gyors, biztos, állandó és olcsó összeköttetést teremt az országrészek között. A többi közlekedési eszközt alá kell rendelni a vasútnak. Koncepciójának egyik legfontosabb eleme volt, hogy a hálózatnak a fővárosból sugarasan kell kiindulnia. A Javaslat számba vette a kiépítendő rendszer fő- és mellékvonalait; a tervezet megértését a kötethez csatolt térkép segítette. „A magyar kereskedelem és iparfejlődés gyülpontja Budapest, ez az ország szíve, mellynek irányában úgy lehet tekinteni az egyes közlekedési vonalakat, mint megannyi főeret” – áll a Javaslatban. Így a tervezett négy fővonal központja természetesen Budapest. A fővonalakhoz mellék- és szárnyvonalak kapcsolódnak, s ezek pókhálószerűen szövik be Magyarországot. A csatornák, a folyók és kőutak csak azokban a földrajzi egységekben képezik a közlekedés alapját, hol a vasútépítés lehetetlen, vagy túl költséges lenne. Egyébként csak a vasutakat kötik össze.

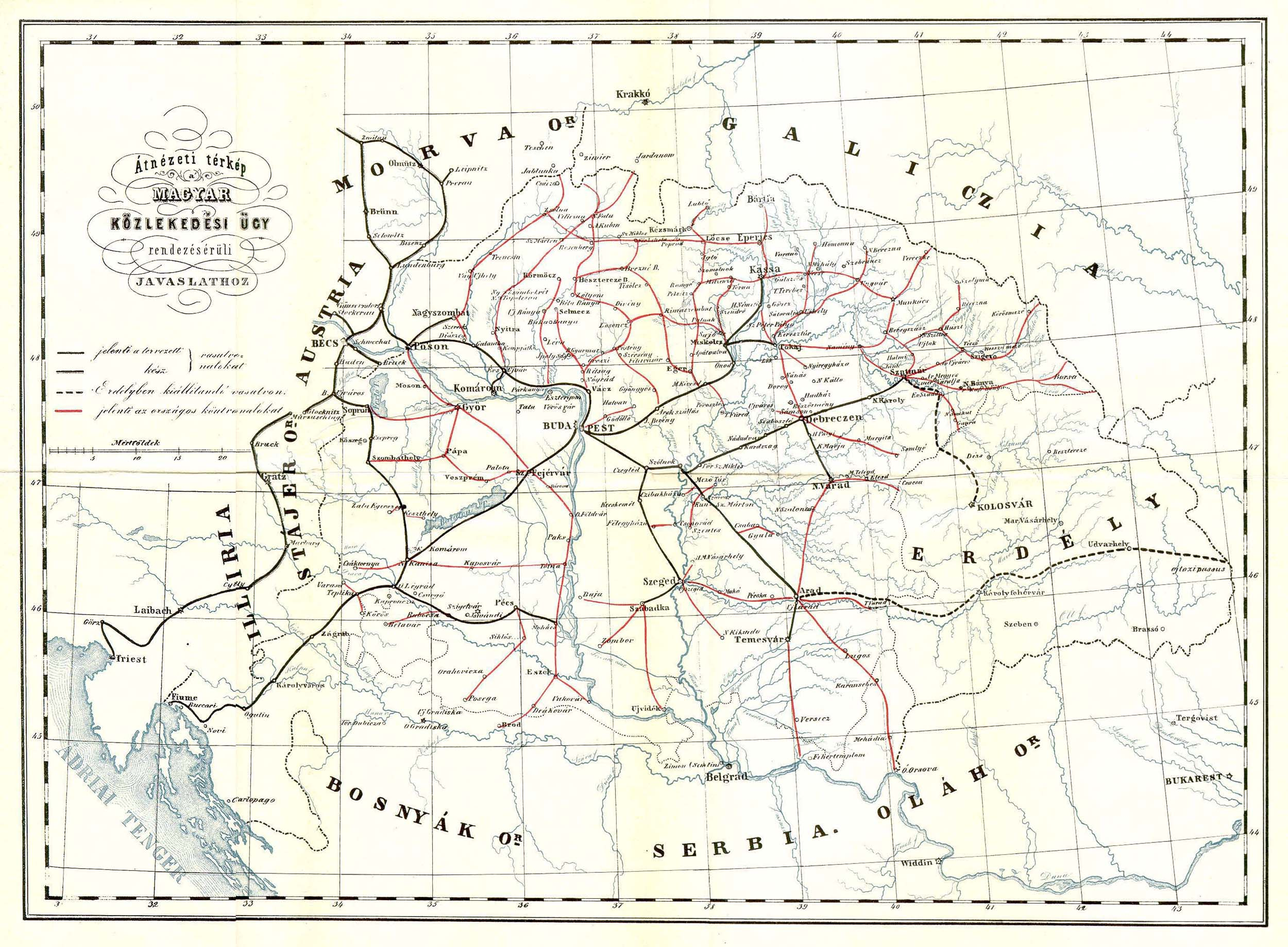
Széchenyi terve Magyarország közlekedési hálózatáról

Munkájában Széchenyi leszögezte, hogy:

…”következők folynak egy összefüggő országos közlekedési rendszer megállapítására nézve, alapelvek gyanánt:
- 1-ör. Hogy közlekedési eszközök közt vaspálya legczélszerübb arra, hogy a nemzeti kereskedelem fölélesztésének alapjául tétessék, s a kereskedés fővonalain helyt foglaljon; mert csak a vasút képes biztos, gyors, szakadatlan, s olcsó összeköttetést szerezni, s csak általa nyugoszik a belkereskedés biztos s sebesebb kifejlődést igérő alapokon.
- 2-or. A közlekedés többi eszközeinek a vasutak irányában csak alárendelt állást lehet adni.
- 3-or. A csatornákat csak arra lehet használni, hogy vagy a hajózható folyók utja rövidítessék, vagy az egyes pontokon kiigazítassék, vagy azok egymással összeköttetésbe hozassanak.
- 4-er. A kőutak rendeltetése az, hogy az egyes helyeket egymással, s a közel vasuttal vagy hajózható folyóval kapcsolatba hozzák.”

A már megépült vonalszakaszokat is figyelembe véve Széchenyi közel 1900 km hosszú hálózat kiépítését javasolta, 4 fő-, 4 mellék-, és 4 szárnyvonallal. A fővonalak Buda-Pestet a Duna bal partján az osztrák „Nordbahn”-nal, a Balaton déli partja mentén Fiumével, Szolnokon át Araddal és Miskolcon át Kassával kötötték volna össze. Széchenyi Budapest-központú elgondolása a magyar vasúthálózat későbbi kiépítésére, ez pedig a főváros rohamos fejlődésére, világvárossá válására nagy hatást gyakorolt.
A Budáról a Balaton mellett, Károlyvároson át Fiuméig illetve Buccariig megépítendő vasútvonalat Széchenyi a második legfontosabbnak jelölte meg.
Mint az első felelős magyar kormány közmunka- és közlekedésügyi minisztere, javaslatát Széchenyi az 1848. évi országgyűlés elé terjesztette, amely azt törvényerőre is emelte (XXX. törvénycikk). Céljaira 8 millió forintot szavaztak meg. A nagyszabású terv realizálását azonban az eltiport szabadságharc, majd az azt követő osztrák elnyomás és gazdaságpolitika megakadályozták.
Az országnak a szabadságharc idején összesen 240 km hosszú vasúthálózata volt. A magyar vasutat az osztrák kormány az abszolutizmus kezdetén az összbirodalmi vasúthálózatba olvasztotta, központjává pedig Bécset tette. Ausztriában már az 1840-es évektől az államvasúti rendszer mellett foglaltak állást. A hálózat kiépítését a Császári és Királyi Államvasúti Vezérigazgatóság irányította, jóllehet, csak rövid ideig. A vasútépítések magas anyagi terhei és az időközben bekövetkezett pénzügyi válság az osztrák kormányt vasútpolitikájának megváltoztatására kényszerítették. A meglévő állami vonalakat eladták, a továbbiak építését pedig magánvállalkozóknak engedélyezték. Így 1854-től hazánkban is hosszú időre a magánvasúti rendszer lett uralkodó. Az új vonalak építését kamatbiztosítással és egyéb kedvezményekkel támogatták. Ettől aztán hazánkban is fellángolt a vasútépítési láz, a külföldi tőkéscsoportok az ország gazdasági életében hamarosan megjelentek. A hazai vasúthálózat hossza 1866-ban, a kiegyezés előtt, már meghaladta a 2200 km-t. A vasútügyek Magyarországon ebben az időben három nagy magánvasúti társaság kezében összpontosultak, ezek egyike volt a Déli Vaspálya Társaság (röviden Déli Vasút), amely az ország egyik legnagyobb magánvasútja volt.

## A hőskor

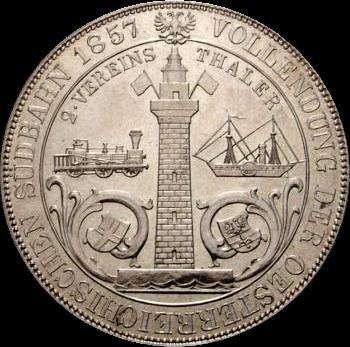
Kéttalléros emlékérme a Déli Vasút megnyitásáról (1857)

A Déli Vasút egyik elődje  a Wien – Gloggnitzer Eisenbahn volt, amelyet 1841–1842-ben adtak át a forgalomnak. A vonal építését 1844-től a Cs. és Kir. Déli Államvasút (k. k. priv. Südliche Staatsbahn) folytatta Grazon és Laibachon (Ljubljana) át Ausztria legfontosabb kikötővárosáig, Triesztig. A nehéz terepviszonyok közt megépített Semmering vonal a maga idejében építéstechnikai csúcsteljesítménynek minősült.
Az 1857-ben alakult Cs. K. szab. Ferenc József császár Keleti Vasúttársaság (Kaiser Franz Josef Orient Bahn - KFJOB), amely a magyar vonalak megépítéséhez 1856. október 8-án kelt engedélyokirattal kapott megbízást, azonban csak néhány hónapig állt fenn. Az építés már folyt, a szükséges anyagok és a járművek megrendelése is megtörtént, amikor a már említett osztrák döntés a társaság Európa legkiterjedtebb vasúthálózatába történő beolvasztásáról megszületett.
A döntés oka a már szintén említett pénzügyi válság volt, ami miatt a szorult helyzetben lévő osztrák állam az e hálózatrész már megépített vonalait is értékesíteni kényszerült. A KFJOB-ot a Lombard – Velencei és Közép-olaszországi Vasúttársasággal egyesítették, és a Bécs – Trieszt, karintiai, horvátországi, valamint tiroli, még építés alatt álló vonalakat is hozzácsatolták. Az egyesítést 1858. december 9-én hagyták jóvá. A társaság új elnevezése „Cs. K. szab. Déli Államvasút, Lombard – Velencei és Központi Itáliai Vasúttársaság” (k. k. priv. Südliche Staats-Lombardisch-Venetianische und Central Italienische Eisenbahngesellschaft) lett. Az 1859. január 1-jén létrejött, röviden Déli Vasútnak elnevezett vasúttársaság mögött francia és angol tőkéscsoportok álltak, élükön Anselm von Rothschilddal.
Székhelye Bécs volt.
A báró bankházához tartozó társaság Közép-Európa egyik legjelentősebb vállalkozásába fogott. Egyes vonalakat a társaság kezdetben más magánvasutaktól, illetve az osztrák államtól vett át, majd a hálózatot saját költségen végzett építésekkel kiegészítve egyesítette. Akkor már hozzá tartozott a Bécstől Triesztig vezető, a császárvárost az Adriával összekötő, 1857-ben befejezett törzsvonal. Ennek útjába esett a már említett Semmering-vasút és az ugyancsak tekervényes Karszt-szakasz, valamint a Brenner-hágón átkelő alpesi vasút is.
A Déli Vasút magyarországi vonalai közé tartozott a Buda-Fehérvár-Kanizsa-Csáktornya vasút, a Komáromtól Fehérvárig vezető összeköttetés és a Lajtaszentmiklóstól a Somogy vármegyei Barcsig vezető nyugat-dunántúli transzverzális vasút, Sopron, Szombathely, Nagykanizsa és Murakeresztúr állomásokkal. A Magyar Királysághoz tartozó Horvátországban ezenkívül az Ausztria felől Zágrábon át Sziszekig vezető vonal, s amíg azt a magyar állam meg nem váltotta, a Zágráb-Károlyváros szakasz is a Déli Vasút tulajdonában volt. Ezzel létrejött a Dunántúl vasúti hálózatának gerince, összeköttetést létesítve egyrészt Budapesttel, másrészt Ausztriával és az 1873. június 23-án megnyílt új vonalszakasz révén végül Fiuméval is. A Déli Vasút magyar hálózatának hossza 1885 végére – szárnyvonalakkal együtt – 760 km-re növekedett. A fővonalakat a társaság kezelésében levő Horvát-Szlavóniai, valamint a Szombathely-Kőszeg helyiérdekű vonalak egészítették ki. A Déli Vasút Osztrák–Magyar Monarchiára kiterjedő vonalhálózatának teljes hossza 2240 km volt, amelyből 679 km, azaz 30 százalék feküdt magyar területen.
A Sopron-Nagykanizsa vasút építését megelőzően több nyomvonal is szóba jött (Sopron-Sárvár-Karmacs-Sármellék-Zalakomár-Nagykanizsa, Sopron-Sárvár-Türje-Zalavár-Nagykanizsa, Sopron-Kőszeg-Szombathely-Rum-Zalaszentgrót-Nagykanizsa, Sopron-Csepreg-Szombathely-Zalaegerszeg-Nagykanizsa nyomvonalak), melyek tervezetei a Vas  Vármegyei Levéltárban fellelhetők.
A Sopron-Kőszeg-Szombathely-Rum-Zalaszentgrót-Nagykanizsa vasútvonal tervét Lewicki Antal mérnök készítette el 1847-ben, és az összes tervezet közül a legmegfelelőbbnek találták, ám végül mégsem ez a változat valósult meg. A terv szerint egyszerre épült volna meg a Buda-Zágráb-Fiume vasúttal, melyhez Komárvárosban (ma Zalakomár része) mellékvonalként csatlakozott volna.
A Buda – Kanizsa vonalat még a Cs. K. szab. Déli Államvasút, Lombard – Velencei és Központi Itáliai Vasúttársaság építette meg. Tervezését és építését Karl Etzel (1812–1865) neves osztrák vasúti mérnök irányította, aki az 1860-ban megnyílt Pragerhof–Kanizsa és Újszőny–Székesfehérvár vonalat, majd később a Brenner-vasutat is tervezte, és ezek építését is vezette. A vonal jellege első rendű fővonal volt és maradt, mindenkor ennek megfelelő felépítménnyel és nagy tömegű sínekkel. A tervek készítése 1857-ben kezdődött.

## A Déli Vasút vonalai
| A Déli Vasút vonalai | A Déli Vasút vonalai | A Déli Vasút vonalai                                 |
| Vonal | Átadás éve           | Megjegyzés                                           |
| --- | -------------------- | ---------------------------------------------------- |
| Bécs–Liesing–Mödling–Bécsújhely–Gloggnitz |                      | Átvéve 1858-ban a k.k. Südliche Staatsbahntól (SStB) |
| Gloggnitz–Mürzzuschlag–Bruck an der Mur–Graz–Spielfeld-Straß–Marburg an der Drau (ma: Maribor) –Pragerhof (ma: Pragersko)–Steinbrück (ma: Zidani Most)–Sankt Peter (Šentpeter na Krasu, ma: Pivka) –Aurisina (ma: Devin-Nabrežina)–Trieszt |                      | Átvéve 1858-ban k.k. Südliche Staatsbahntól (SStB)   |
| Mödling–Laxenburg |                      | Átvéve 1858-ban k.k. Südliche Staatsbahntól (SStB)   |
| Kufstein–Innsbruck |                      | Átvéve 1858-ban k.k. Tiroler Staatsbahntól           |
| Bozen (ma: Bolzano)–Ala |                      | Átvéve 1858-ban k.k. Tiroler Staatsbahntól           |
| Sopron–Bécsújhely |                      | Átvéve 1858-ban Bécs–Gloggnitzi Vasúttól (WGB)       |
| Nagykanizsa–Murakeresztúr–Csáktornya–Pragerhof | *1860                |                                                      |
| Újszőny–Székesfehérvár | *1860                |                                                      |
| Aurisina–Cormòns | *1860                |                                                      |
| Buda–Nagykanizsa | *1861                |                                                      |
| Sziszek–Zágráb–Steinbrück (ma: Zidani Most) | *1862                |                                                      |
| Zágráb–Károlyváros | *1865                | Eladva a MÁV-nak 1880-ban                            |
| Sopron–Nagykanizsa | *1865                |                                                      |
| Innsbruck–Franzensfeste (ma: Fortezza)–Bozen | *1867                |                                                      |
| Barcs–Murakeresztúr | *1868                |                                                      |
| Marburg a. d. Drau–Klagenfurt–Villach–Innichen (ma: Innichen/San Candido)–Franzensfeste | *1871                |                                                      |
| Bruck a. d. Mur–Vordernberg | *1872                |                                                      |
| St. Peter–Fiume | *1873                |                                                      |
| Sziszek–Goldovo | *1879                |                                                      |
| Bécs–Kaltenleutgeben | *1883                |                                                      |
| Mödling–Hinterbrühl | *1883                |                                                      |
| Spielfeld-Straß–Radkersburg–Luttenberg (ma: Ljutomer) | *1890                |                                                      |

## A Déli Vasút által Magyarországon üzemeltetett HÉV-vonalak
| A Déli Vasút Magyarországon üzemeltetett HÉV-vonalai | A Déli Vasút Magyarországon üzemeltetett HÉV-vonalai | A Déli Vasút Magyarországon üzemeltetett HÉV-vonalai |
| Vonal                                                | Átadás éve                                           | Megjegyzés                                           |
| ---------------------------------------------------- | ---------------------------------------------------- | ---------------------------------------------------- |
| Kőszeg–Szombathely                                   | *1883                                                | Kőszeg–Szombathelyi HÉV, 1911-től a MÁV kezelésében  |
| Barcs–Pakrác                                         | *1885                                                | Barcs–Pakráci HÉV                                    |

## Intermezzo a Balatonnál
Mai szemmel az építkezés figyelemre méltó járuléka volt, hogy a Balaton vízrajzi jellemzőivel sem a vasútvonal tervezői, sem pedig az építői nem számoltak. A vízszint és a partvonal szabályozása előtti időkben a változó vízállásnak megfelelően nagy kiterjedésű mocsárvidék húzódott a déli parton, amit a helyi népnyelv Bereknek nevezett. Az építkezés éveiben a Balaton vízszíntje tudniillik jelentősen alacsonyabb volt, de ezt a mérnökök – a tó állandó adottságának tekintették, és nem törődtek a helybéli idős emberek figyelmeztetésével. Minderről 1859-ben egy névtelen szerző („P.J. vasútépítő”) cikket írt a Vasárnapi Újságnak, de a szerkesztők a munkát nem közölték. A vízszint szabályzásának igénye csak a forgalom megindulása után 1861 őszén, illetve 1862 tavaszán merült fel, amikor a hullámverés és jégtorlás az új pályatest alépítményében hosszabb szakaszon nemcsak tetemes károkat okozott, hanem egyenesen annak fennmaradását veszélyeztette.
Ennek kapcsán felmerült műszaki, sőt tudományos vita tárgyává vált, hogy a pálya nyomvonalának kitűzéséhez használt korábbi vízállásmérésekre alapuló tervezési adatok megfelelők voltak-e. A kialakult helyzetben mindenesetre csak egy megoldás maradt, a Balaton vízszintjének (több szóba jövő változat után végül is 3 láb, azaz kb. 0,92 m) mértékű lecsapolása.
Az elfogadott megoldás nem csupán a Balaton két vízszabályozó társulatának régi törekvésével, hanem a Balatoni Gőzhajózási Társaságéval is találkozott, amely a rendes kikötési lehetőségeket Siófoknál már több mint tíz éve nélkülözte.  Ifj. gr. Zichy Ferenc királyi biztos vezetése alatt egy olyan együttműködés jött létre, amely 1862 nyarán a Sió összefüggő csatornázására, a siófoki Sió-zsilip és a kőmólókkal védett hajókikötő létesítésére vonatkozó megállapodás létrejöttét lehetővé tette, s egyúttal a Somogyi Balaton leszállító Társulat és a Sióberki Társulat közötti érdekellentéteknek is véget vetett.
A Sió megfelelő lefolyását teljes hosszon az esés és talajviszonyok által megkívánt meder- és keresztszelvények kialakításával, az élesebb kanyarok megszüntetésével, valamint Siófoknál új, az elhomokolódás ellen védőgátakkal biztosított és a lefolyás szabályozhatósága érdekében zsilipelt folyótorkolat kiépítésével tervezték biztosítani. A kivitelezésben a vasúttársaság mellett a Somogyi Balaton leszállító Társulat és a Sióberki Társulat is részt vett.  A feladatok végrehajtását a két szabályozó társulat és a vasúttársaság között a következőképpen osztották meg: a társaság feladata volt a siófoki torkolat, a hajókikötő és a zsilip megépítése, a Somogyi Balaton leszállító Társulatnak a siófoki zsiliptől Jut-ig (Siójut), a Sióberki Társulatnak pedig a Juttól Ozoráig terjedő szakaszon kellett a Sió csatornázását elvégezni.
A kivitelezést az 1863 – 1864-es években hajtották végre.
A Sió zsilip ünnepélyes megnyitására 1863. október 25-én került sor.

## Konjunktúra és háborúk
A Buda-Kanizsa közötti vasúti forgalom megindulására a vonalon 1861 tavaszán került sor. Buda állomására, azaz a mai Budapest Déli pályaudvarra április 1-jén futott be az első személyszállító vonat. A teherszállítás már március 22-én megkezdődött, az első szállítmány ötvenezer mérő kukorica volt, melyet egy angol kereskedő részére továbbítottak.
Az 1859-es szárd–francia–osztrák háború után a Déli Vasút lombardiai és közép-olasz vonalai olasz fennhatóság alá kerültek. A vállalat egységét az igazgatótanács úgy biztosította, hogy a két hálózat igazgatásával két igazgatótanácsot bízott meg. Az osztrák kormány és a társaság 1861. november 20-án szerződésben rögzíti kapcsolatukat. Eszerint a kormány 1862. január 1-jétől bármikor követelheti, hogy a hálózat két önálló, független olasz és osztrák hálózatra osztassék fel. Az 1866-os porosz–osztrák–olasz háborút lezáró bécsi béke úgy rendelkezett, hogy az 1867-ben megkötött pótszerződéssel a lombard-velencei vonalait az Olasz Királyság kapja meg. A pótszerződésben a Déli Vasút elvállalta, hogy beruház a trieszti kikötő építésébe és egyúttal jogot nyert Kottori és Kanizsa közötti bármely pontról Barcsra vasútvonalat építeni. Az olasz és osztrák-magyar vonalak szétválasztása 1875-ben (rögzíti: baseli szerződés és pótegyezményei 1876-ban) következett be, amikor is a társaság eladta olasz vonalait az olasz kormánynak. A magyar kormány az olasz vonalak eladásához hozzájárult. Ennek fejében a társaság lemondott a Duna jobb partján Horvátországba vezetendő vasútra nyert előjogáról, beleegyezett egy budapesti üzletigazgatóság felállításába, kötelezte magát az 1880-tól esedékes jövedelmi adónak közvetlenül Budapesten történő befizetésére.
Az egyesítését 1870-ben kimondó Olaszországhoz a társaságnak nem kevesebb, mint 2084 km hosszú vonalhálózata került, amit még 1876-ig kezelhetett önállóan. 1860 és 1868 között, miközben magyarországi vonalait építette, a társaság megnyitotta a Brenner-hágón át vezető – ugyancsak az Alpokon átkelő – vonalát is Kufsteintól Innsbruckon át egészen a Garda-tó közelében levő Ala állomásig. A Franzensfestétől (mai nevén: Fortezza) a Puster-völgyön és a Dráva völgyén át Villach – Klagenfurt érintésével haladó vonalat Marburgnál (Maribor) kötötte a fővonalba.
A társaság nagyságát mutatja, hogy a szétválás után is figyelemre méltó járműállománya maradt. 1882-ben 609 mozdonya, 1323 személykocsija és 11 324 teherkocsija volt. Ezekből 186 mozdonyt, 397 személykocsit és 3602 teherkocsit a magyar vonalakhoz tartozóként kezeltek. Az ún. „közös vasutak” erre az elkülönítésre a kiegyezést követően kötelezettek voltak, de a közös üzletvitelt ez nemigen befolyásolta.
A tengeri kikötőkhöz történő szállítások terén a Déli Vasút a MÁV-val versenyben állt. A magyar állam 1880-ban a vasúttársaság pénzügyi gondjai miatt megvásárolta a zágráb-károlyvárosi vonalat.
A trieszti kikötőt továbbra is a Déli Vasút birtokolta, s oda nemcsak Ausztriából, hanem Magyarországról is bőven szállított árut. A két vasút különböző kedvezményekkel igyekezett egymással szemben előnyökre szert tenni. A Déli Vasút forgalma az első világháború idején jelentősen megnőtt, amikor az olaszországi front „kiszolgálása”, emberrel és hadianyaggal egyaránt a Déli Vasút feladata lett.

## Átalakulás
Ahogy a Déli Vasutat az 1859. és 1866. évi olasz-osztrák háborúk hálózatának jelentős részétől megfosztották, a felosztás végzete az első világháború után is lesújtott rá. A hálózaton a békekötések területi változásai nyomán négy ország osztozott, hazánkon kívül Ausztria, Olaszország és az új délszláv állam, Jugoszlávia. 1921. február 11-én a társaság ügyeinek intézésére egy ideiglenes rendezés, az ún. „Regime Provisoire” jött létre. A végleges rendezés ügyében 1922-ben, Velencében indultak meg a tárgyalások, amely végül a „Római Egyezmény” keretében 1923. március 29-én jött létre. Az egymással ellenséges viszonyban álló területeken egységes vasútüzemet aligha lehetett volna lebonyolítani.
Bár az 1923. évi római egyezmény a vasúttársaság koncesszióját 1968-ig érvényben hagyta, azt lehetővé tette, hogy az államok a területükre került pályákat saját kezelésükbe vonhassák. A magyar kormány e jogával akkor nem kívánt élni, így a volt Déli Vasút maradványa (a Buda - Kanizsa pályával együtt), 560 km vonalhosszúságra lerövidülve, erősen megcsappant járműállománnyal, továbbra is a társaság kezelésében lévő magyar magánvasút maradt. A társulati vonalakat a másik három országban azonban hamarosan állami kezelésbe vették. A horvátországi vonalak a Jugoszláv Államvasutak (JDŽ) igazgatása alá kerültek. A megmaradt társaság a Duna–Száva–Adria Vasút (DSA) nevet vette fel és komoly korszerűsítési munkákba fogott.